# Kriminálka Springfield
Kriminálka Springfield (v anglickém originále Woo-Hoo Dunnit?) je 22. díl 30. řady (celkem 661.) amerického animovaného seriálu Simpsonovi. Scénář napsal Brian Kelley a díl režíroval Steven Dean Moore. V USA měl premiéru dne 5. května 2019 na stanici Fox Broadcasting Company a v Česku byl poprvé vysílán 1. července 2019 na stanici Prima Cool.

## Děj
Díl začíná tím, že vypravěč pořadu Kriminálka Springfield dorazí do nahrávacího studia a vypráví příběh Simpsonových. V pořadu řeší případ, kdy záhadně zmizelo 670 amerických dolarů.
Když se Marge s Lízou vrací z obchodu, tak chtějí neutracené peníze přidat na Lízin fond na vysokou školu, ale zjistí, že všechny ušetřené peníze někdo ukradl. Líza zavolá na tísňovou linku a přijede místní policie, která případ řeší. Policie nenajde žádné stopy násilného vzniknutí do domu a televizní pořad začne podezřívat rodinu Simpsonových. Policie si s případem neví rady a požádá veřejnost o pomoc. Po chvíli zatelefonuje Milhouse, že podezřívá Nelsona. Poté zavolá Mel, že podezřívá opičáka Teenyho. Policie ani jeden z těchto telefonátů nebere vážně. Jako třetí zatelefonuje Margina sestra s tím, že podezřívá Marge Simpsonovou (neboť je údajně závislá na hazardních hrách) a policie označí Marge za hlavní podezřelou. Po chvíli ale zjistí, že Marge v kasinu nehrála, a opustí tím seznam podezřelých. Dalším podezřelým je Homer Simpson, který ale nebyl vinen. Posléze je podezříván Bart Simpson, který si za peníze údajně chtěl koupit sliz. Cena slizu ale klesla a Bart si sliz nekoupil. Další osobou na seznamu podezřelých je Líza Simpsonová, podezřelá z krádeže, protože si chtěla koupit nový saxofon. Ukáže se ale, že si Líza nový saxofon nekoupila.
Kriminálka Springfield ani springfieldská policie případ nevyřeší. Na konci dílu se Marge přizná, že peníze kradla ona, protože vynalezla a nechala vyrobit podtácky pro sklenice na víno v celkové hodnotě 650 amerických dolarů. Marge a Homer dětem sdělí, že peníze sežraly krysy.

## Přijetí
Dennis Perkins z The A.V. Clubu udělil dílu A− a prohlásil: „Kriminálka Springfield je někde mezi ‚solidní‘ a ‚vznešená‘, ale už to, že se o ní vůbec mluví, je zatraceně příjemné. Stejně jako Baskeťák Bart rozbíjí obvyklý styl vyprávění, když se na rodinu zaměří dokumentární objektiv. Chytře vymyšlená, pevně zakotvená, všemi výjimečně zahraná, a hlavně věrná postavám, i když jsou vrženy mimo svou komfortní zónu, je to jedna z těch pozdních simpsonovských epizod, které živí něco jako naději. Je to úžasné.“.
Kriminálka Springfield získala rating 0,7 s podílem 4 a sledovalo ji 1,79 milionu lidí.